# Estructura de mando y control de la Unión Europea
Este artículo describe la estructura de mando y control de las misiones de la Unión Europea, que se despliegan en el marco de la Política Común de Seguridad y Defensa (PCSD). Esta estructura abarca desde el nivel político-estratégico hasta el nivel táctico.
A nivel estratégico militar/civil, las misiones son comandadas por un cuartel general de operaciones (OHQ). Para todas las misiones civiles, la Capacidad de Planificación y Conducción Civil (CPCC) cumple este propósito. Para cada misión militar, se elige un OHQ de una lista de instalaciones disponibles. La Unión Europea (UE) no tiene una estructura de mando militar permanente similar al Mando de Operaciones Aliadas (ACO) de la Organización del Tratado del Atlántico Norte (OTAN), aunque se ha acordado que los recursos del ACO pueden ser utilizados para la ejecución de las misiones de la PCSD de la UE. La Capacidad de Planificación y Conducción Militar (MPCC), establecida en 2017 y que se reforzará en 2020, representa, sin embargo, el primer paso de la UE en el desarrollo de un OHQ permanente.
La MPCC y la CPCC son contrapartes que cooperan a través de la Célula de Coordinación de Apoyo Conjunto (JSCC).
La CPCC, la MPCC y la JSCC forman parte del Servicio Europeo de Acción Exterior (EEAS) y se encuentran en el edificio Kortenberg en Bruselas, Bélgica.

## Misiones civiles

### Nivel estratégico
Todas las misiones civiles son dirigidas a nivel estratégico por la Capacidad de Planificación y Conducción Civil (CPCC), una dirección del Servicio Europeo de Acción Exterior (EEAS) en Bruselas, Bélgica. El Director de la CPCC actúa como Comandante de la Operación Civil (Civ OpCdr).

### Nivel operativo
La CPCC dirige al subordinado Jefe de Misión (HoM), quien administra la misión a nivel operativo.

## Misiones y operaciones militares

### Nivel estratégico

#### Opciones de mando para las misiones dirigidas por la UE
Para cada misión militar (ciertas misiones también se denominan operaciones), el Consejo nombra un OHQ dedicado. Esta sección describe las principales opciones para el OHQ.

##### Operaciones y misiones autónomas
- Capacidad de Planeamiento y Dirección Militar (MPCC) del Estado Mayor del SEAE (EMUE) en Bruselas, Bélgica

Establecida en 2017, la MPCC es el primer cuartel general de operaciones (OHQ) permanente de la UE y sucede al anterior Centro de Operaciones de la UE (OPCEN). Actualmente, puede dirigir únicamente operaciones no ejecutivas, pero a finales de 2020, la MPCC también será capaz de dirigir operaciones ejecutivas de hasta 2500 efectivos (es decir, del tamaño de un grupo de combate).
- Cuarteles Generales de Operaciones Nacionales (OHQ) ofrecidos por los Estados miembros:

- Centro de Planificación y Conducción de Operaciones (CPCO) en París, Francia
- Mando Operativo de las Fuerzas Armadas en Potsdam, Alemania
- Primer Ejército (Cuartel General Operativo de la Unión Europea Helénica, EL EU OHQ) en Larissa, Grecia
- Cuartel General Conjunto Italiano (ITA-JFHQ) en Centocelle, Roma, Italia
- Cuartel General de Nivel Estratégico de la Unión Europea en España (ES OHQ) en la Base Naval de Rota, España

La práctica de activar cuarteles generales de operaciones (OHQ) nacionales ad hoc ha sido criticada por ser ineficiente debido a los altos costos de puesta en marcha y al hecho de que su carácter temporal, en cierta medida, impide que el personal forme relaciones laborales sólidas y una "memoria colectiva".

##### Operaciones con recurso a los activos y capacidades de la OTAN

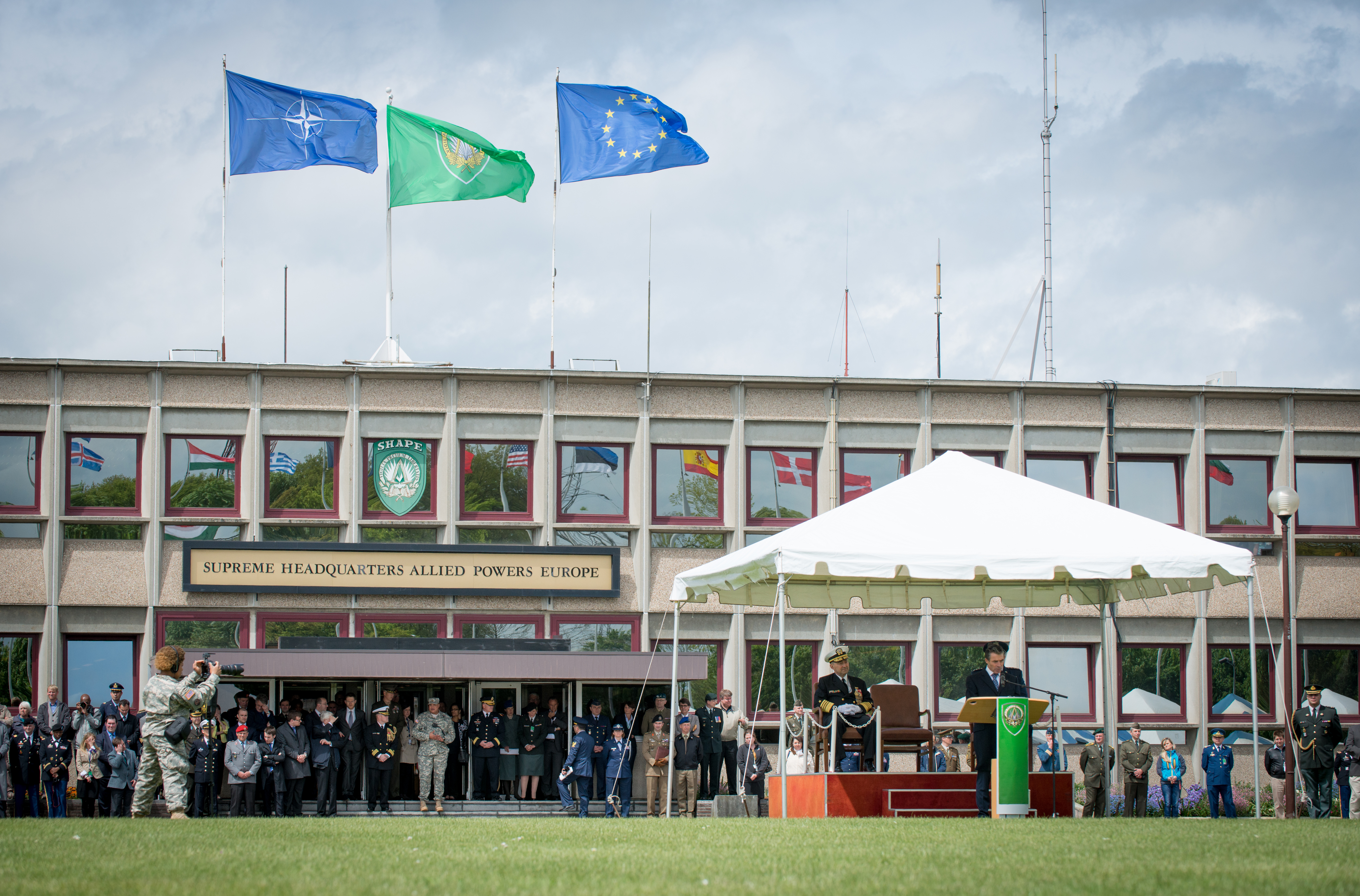
Cambio de mando para el puesto de Comandante Supremo de las Fuerzas Aliadas en Europa (SACEUR) en el Cuartel General Supremo de las Potencias Aliadas en Europa (SHAPE), el principal cuartel general del Mando de Operaciones Aliadas de la Organización del Tratado del Atlántico Norte (OTAN). El edificio principal de SHAPE también ondea la bandera de la UE, reflejando el acuerdo de Berlín Plus.

- Estructura de Mando de la OTAN (NCS): Un OHQ se establecería dentro del Cuartel General Supremo de las Potencias Aliadas en Europa (SHAPE) en Mons, Bélgica. SHAPE es el principal cuartel general del Mando de Operaciones Aliadas (ACO).

El acuerdo Berlín Plus requiere que el uso de activos de la OTAN por parte de la UE esté sujeto a un "derecho de primera negativa", es decir, la OTAN debe primero declinar intervenir en una crisis determinada, y está condicionado a la aprobación unánime entre los estados de la OTAN, incluidos aquellos fuera de la UE. Por ejemplo, las reservas turcas sobre la Operación Concordia utilizando activos de la OTAN retrasaron su despliegue por más de cinco meses.

#### Comandante de la operación
Cada OHQ (Cuartel General de Operaciones) está dirigido por un Comandante de Operaciones (OpCdr).
Cuando el MPCC actúa como OHQ, el Comandante de Operaciones (OpCdr) es el director del MPCC, quien también es director general del Estado Mayor de la Unión Europea (EUMS).
Cuando el NCS proporciona el OHQ, el Comandante de Operaciones (OpCdr) es el Comandante supremo aliado en Europa (DSACEUR).

### Nivel operativo
El OHQ dirige el Cuartel General de la Fuerza (FHQ) subordinado, que lleva a cabo la operación a nivel táctico (es decir, sobre el terreno). El FHQ está dirigido por un Comandante de la Fuerza (FCdr).
En caso de que el MPCC actúe como OHQ, el FHQ se denomina Cuartel General de la Fuerza de Misión (MFHQ) en su lugar. El MFHQ está dirigido por un Comandante de la Fuerza de Misión (MFCdr).

### Nivel táctico
El Comandante de la Fuerza (FCdr)/Comandante de la Fuerza de Misión (MFCdr) dirige a los Comandantes de Componente (CCs) para todas las ramas de servicio que puedan ser requeridas como parte de la operación. Las fuerzas militares dentro de cada componente están subordinadas al CC.

## Coordinación civil-militar
En el caso de que haya una misión militar y una civil en el terreno, el Cuartel General Operacional (OHQ) y su Comandante de Operaciones Militar (OpCdr) coordinan las relaciones a nivel estratégico de manera horizontal con la Capacidad de Planificación y Conducción Civil (CPCC) y su Comandante de Operaciones Civil (Civ OpCdr). Del mismo modo, a nivel táctico, el Cuartel General de la Fuerza (FHQ) y su Comandante de la Fuerza (FCdr) coordinan las relaciones de forma horizontal con el Jefe de Misión Civil (HoM).
Si la Capacidad de Planificación y Conducción Militar actúa como Cuartel General Operacional (OHQ), coordinará sus relaciones con la CPCC a través de la Célula de Coordinación de Apoyo Conjunto (JSCC).